# Segunda División 1970-1971 (Spagna)
L'edizione 1970-71 della Segunda División fu il quarantesimo campionato di calcio spagnolo di seconda divisione. Il campionato vide la partecipazione di 20 squadre raggruppate in un unico gruppo. Le prime tre della classifica furono promosse in Primera División mentre le ultime tre furono retrocesse in Tercera División.

## Classifica finale
|  |     | Classifica 1970-71  | Pt | G  | V  | N  | P  | GF | GS | DR  |
|  | --- | ------------------- | -- | -- | -- | -- | -- | -- | -- | --- |
|  | 1.  | Real Betis          | 53 | 38 | 20 | 13 | 5  | 54 | 28 | +26 |
|  | 2.  | Burgos              | 45 | 38 | 19 | 7  | 12 | 46 | 30 | +16 |
|  | 3.  | Deportivo La Coruña | 45 | 38 | 18 | 9  | 11 | 44 | 32 | +12 |
|  | 4.  | Córdoba             | 45 | 38 | 17 | 11 | 10 | 50 | 30 | +20 |
|  | 5.  | Rayo Vallecano      | 45 | 38 | 18 | 9  | 11 | 51 | 29 | +21 |
|  | 6.  | Castellón           | 43 | 38 | 16 | 11 | 11 | 40 | 31 | +9  |
|  | 7.  | Sant Andreu         | 40 | 38 | 14 | 12 | 12 | 34 | 36 | -2  |
|  | 8.  | Racing Ferrol       | 40 | 38 | 16 | 8  | 14 | 39 | 43 | -4  |
|  | 9.  | Maiorca             | 40 | 38 | 12 | 16 | 10 | 43 | 35 | +8  |
|  | 10. | Pontevedra          | 40 | 38 | 15 | 10 | 13 | 44 | 41 | +3  |
|  | 11. | Hércules            | 37 | 38 | 13 | 11 | 14 | 39 | 48 | -9  |
|  | 12. | Cadice              | 37 | 38 | 11 | 15 | 12 | 32 | 40 | -8  |
|  | 13. | Racing Santander    | 36 | 38 | 15 | 6  | 17 | 48 | 50 | -2  |
|  | 14. | Real Oviedo         | 34 | 38 | 12 | 10 | 16 | 41 | 37 | +4  |
|  | 15. | CD Logroñés         | 33 | 38 | 10 | 13 | 15 | 35 | 38 | -3  |
|  | 16. | Villarreal          | 32 | 38 | 11 | 10 | 17 | 37 | 55 | -18 |
|  | 17. | Langreo             | 32 | 38 | 11 | 10 | 17 | 24 | 42 | -18 |
|  | 18. | Ontinyent           | 31 | 38 | 8  | 15 | 15 | 30 | 47 | -17 |
|  | 19. | Calvo Sotelo        | 29 | 38 | 11 | 7  | 20 | 38 | 48 | -10 |
|  | 20. | Moscardó            | 23 | 38 | 6  | 11 | 21 | 22 | 51 | -29 |

## Torneo per la permanenza
|             | Risultato |              | Andata | Ritorno |  |
| ----------- | --------- | ------------ | ------ | ------- |  |
| Real Oviedo | 4 - 1     | Palencia     | 2 - 0  | 2 - 1   |  |
| Langreo     | 4 - 2     | Ourense      | 1 - 1  | 3 - 1   |  |
| CD Logroñés | 3 - 2     | CD Cartagena | 3 - 0  | 0 - 2   |  |
| Girona      | 1 - 4     | Villarreal   | 1 - 2  | 0 - 2   |  |

## Verdetti
- Real Betis,  Burgos,  Deportivo La Coruña e  Córdoba promosse in Primera División 1971-1972.
- Ontinyent,  Calvo Sotelo e  Moscardó retrocesse in Tercera División.